# Тълкуване на сънищата
Тълкуване на сънищата е книга от Зигмунд Фройд. Първото издание е публикувано на немски език през ноември 1899 като Die Traumdeutung (макар впоследствие да е датирана от 1900 от издателя). На български език за първи път е издадена от издателство „Евразия“ през 1993 г. През 2020 г. е издаден на български език нов пълен превод от 8-то издание на книгата на изд. Колибри. Публикацията официално представя теория на Фройд за тълкуване на сънищата, чиято активност Фройд всеизвестно описва като „царският път за разбиране на несъзнателните душевни процеси“.
Книгата представя Аз-а и описва теория на Фройд за несъзнателното по отношение на тълкуването на сънищата. Сънищата, според гледната точка на Фройд, са форми на „изпълнения на желанията“ – опити на несъзнателното да разреши някои видове конфликти, дали някакви скорошни или от дълбините на миналото (по-късно в Отвъд принципа на удоволствието Фройд ще дискутира сънищата, които не се явяват изпълнение на желания). Обаче информацията в несъзнателното е в неуправляема и често притесняваща форма, „цензор“ в предсъзнателното не позволява тя да премине непроменена в съзнанието. По време на сънищата предсъзнателното е по-отпуснато в тази си служба, отколкото в будните часове, но все още е внимателно: като такова, несъзнателното трябва да изопачи и изкриви значението на информацията, съдържаща се в него, за да премине през цензурата. Като такива образите в сънищата са често не това, което се явяват да бъдат, според Фройд, и е нужна по-дълбока интепретация ако те информират за структурите на несъзнателното.

## На български език
- Тълкуване на сънищата. Изд. Евразия, 1993
- Тълкуване на сънищата. Изд. Колибри, 2020